# Lavinesonde
 For alternative betydninger, se Sonde.
En lavinesonde er en "søgepind" som man bruger, når man søger efter kroppe eller genstande, der er forsvundet i sneen, eksempelvis ved laviner. Pinden er bygget af aluminium og er sammenklappelig i stil med en teltstang. Sammenklappet er længden ca. 40 cm og ca. 4 m udfoldet.
Da den er bygget i aluminium er det nemt at mærke, om det er klippe, is eller en krop man støder på. Normalt danner man kæder af mennesker til at afdække lavinen så hurtigt som muligt. Her vil alle så være udstyrede med en sonde, som man strategisk prikker i sneen med.
Sonden er en del af offpistens abc udstyr (lavinesonde, lavinebipper og skovl).